# Jan Hertl
Jan Hertl (23. ledna 1929 – 14. května 1996) byl český fotbalista, československý reprezentant a účastník dvou mistrovství světa, roku 1954 ve Švýcarsku a roku 1958 ve Švédsku.

## Fotbalová kariéra
Za československou reprezentaci odehrál 23 zápasů a v nich dal 1 gól. V lize hrál za Duklu Praha (1952–1956), Spartu Praha (1950–1951, 1957–1963) a Spartak Motorlet Praha. Nastoupil ve 281 ligových utkáních a dal 26 gólů. Se Spartou získal jeden titul mistra (1952), s Duklou dva (1953, 1956).

## Ligová bilance
| Ročník                                     | Zápasy | Góly | Klub                   |
| ------------------------------------------ | ------ | ---- | ---------------------- |
| Celostátní československé mistrovství 1950 | -      | 5    | Bratrství Sparta Praha |
| Mistrovství československé republiky 1951  | -      | 0    | ČKD Sokolovo Praha     |
| Mistrovství československé republiky 1952  | -      | 4    | ATK Praha              |
| Přebor československé republiky 1953       | 12     | 8    | ÚDA Praha              |
| Přebor československé republiky 1954       | 16     | 1    | ÚDA Praha              |
| Přebor československé republiky 1955       | 17     | 0    | ÚDA Praha              |
| 1. československá fotbalová liga 1956      | 9      | 0    | Dukla Praha            |
| 1. československá fotbalová liga 1957/58   | 32     | 6    | Spartak Praha Sokolovo |
| 1. československá fotbalová liga 1958/59   | 24     | 0    | Spartak Praha Sokolovo |
| 1. československá fotbalová liga 1959/60   | 23     | 1    | Spartak Praha Sokolovo |
| 1. československá fotbalová liga 1960/61   | 24     | 0    | Spartak Praha Sokolovo |
| 1. československá fotbalová liga 1961/62   | 21     | 1    | Spartak Praha Sokolovo |
| 1. československá fotbalová liga 1962/63   | 9      | 0    | Spartak Praha Sokolovo |
| 1. československá fotbalová liga 1963/64   | 26     | 0    | Spartak Motorlet Praha |
| CELKEM                                     | 281    | 29   |                        |